# Цигульова Оксана Миколаївна
Оксана Цигульова (15 грудня 1973, Миколаїв) — українська спортсменка, яка спеціалізувалася в стрибках на батуті, призер Олімпійських ігор. Заслужений майстер спорту України.

## Біографія
Почала займатися стрибками на батуті з раннього віку. З 14 років успішно виступала на першостях України та міжнародних змаганнях різного рівня.
Чотириразова чемпіонка Радянського Союзу.
Оксана Цигульова — чемпіонка Європи (1993), чемпіонка світу (1996,1999), чемпіонка Всесвітніх ігор (1997, 2001), володарка Кубка світу (1999), срібна призерка XXVII літніх Олімпійських ігор у Сіднеї (2000).
Всі ці роки з нею працювали заслужені тренери України Л. М. Горжий та В. М. Горжий.
Випускниця Інституту фізичного виховання та спорту Національного педагогічного університету імені Михайла Драгоманова.
Нагороджена орденом княгині Ольги 3 ст.